# Ронцино (Потенца)
Ронцино (итал. Ronzino) је насеље у Италији у округу Потенца, региону Базиликата.
Према процени из 2011. у насељу је живело 12 становника. Насеље се налази на надморској висини од 220 м.